# إيمرسون (لاعب كرة قدم مواليد 1972)
إيمرسون (بالبرتغالية: Emerson Moisés Costa‏) هو لاعب كرة قدم برازيلي وبرتغالي في مركز الوسط، ولد في 12 أبريل 1972 في ريو دي جانيرو في البرازيل. لعب مع أتلتيكو مدريد وأيك أثينا وديبورتيفو لاكورونيا ونادي أبويل ونادي بورتو ونادي بيلينينسش ونادي تينيريفي ونادي رينجرز ونادي زانثي ونادي فاسكو دا غاما ونادي فلامنغو ونادي كوريتيبا ونادي ميدلزبره.

## وصلات خارجية
- إيمرسون (لاعب كرة قدم مواليد 1972) على موقع قاعدة بيانات كرة القدم.إي يو (الإنجليزية)
- إيمرسون (لاعب كرة قدم مواليد 1972) على موقع Soccerbase.com (لاعب) (الإنجليزية)
- إيمرسون (لاعب كرة قدم مواليد 1972) على موقع عالم كرة القدم.نت (الإنجليزية)